# Distretto di Rouïba
Il distretto di Rouïba è un distretto della provincia di Algeri, in Algeria, con capoluogo Rouïba.

## Comuni
Il distretto di Rouïba comprende 3 comuni:
- Rouïba
- H'raoua
- Reghaïa